# Spjutkastning för damer i friidrott vid olympiska sommarspelen 1996
Spjutkastning för damer vid olympiska sommarspelen 1996 i Atlanta avgjordes den 27 juli. 

## Medaljörer
| Gren          | Guld                    | Guld    | Silver                     | Silver  | Brons                   | Brons   |
| Spjutkastning | Heli Rantanen · Finland | 67,94 m | Louise McPaul · Australien | 65,54 m | Trine Hattestad · Norge | 64,98 m |

## Resultat

### Kval

#### Grupp A
| Placering | Totalt | Idrottare                | Försök | Försök | Försök | Längd   | Noteringar |
| Placering | Totalt | Idrottare                | 1      | 2      | 3      | Längd   | Noteringar |
| --------- | ------ | ------------------------ | ------ | ------ | ------ | ------- | ---------- |
| 1         | 3      | Trine Hattestad (NOR)    | 64.52  | —      | —      | 64.52 m |            |
| 2         | 4      | Natalja Sjikolenko (BLR) | X      | 50.10  | 62.32  | 62.32 m |            |
| 3         | 7      | Li Lei (CHN)             | 59.54  | 61.48  | X      | 61.48 m |            |
| 4         | 8      | Isel López (CUB)         | 60.12  | 61.40  | X      | 61.40 m |            |
| 5         | 10     | Steffi Nerius (GER)      | X      | 56.82  | 60.98  | 60.98 m |            |
| 6         | 12     | Mikaela Ingberg (FIN)    | 53.52  | X      | 60.46  | 60.46 m |            |
| 7         | 14     | Tessa Sanderson (GBR)    | 58.86  | 56.80  | 56.64  | 58.86 m |            |
| 8         | 15     | Lee Young-Sun (KOR)      | 54.62  | 57.94  | 58.66  | 58.66 m |            |
| 9         | 16     | Joanna Stone (AUS)       | 52.30  | 49.16  | 58.54  | 58.54 m |            |
| 10        | 18     | Aysel Taş (TUR)          | 55.32  | 56.20  | 57.86  | 57.86 m |            |
| 11        | 19     | Taina Uppa (FIN)         | 57.74  | 56.80  | X      | 57.74 m |            |
| 12        | 21     | Renata Strašek (SLO)     | 54.72  | 51.46  | 57.04  | 57.04 m |            |
| 13        | 23     | Jette Jeppesen (DEN)     | 55.24  | 54.52  | 56.16  | 56.16 m |            |
| 14        | 24     | Mirela Manjani (ALB)     | X      | X      | 55.64  | 55.64 m |            |
| 15        | 30     | Erica Wheeler (USA)      | 53.34  | 49.54  | 52.72  | 53.34 m |            |
| 16        | 32     | Iloai Suaniu (SAM)       | X      | 38.08  | X      | 38.08 m |            |
| —         | —      | Sonya Radicheva (BUL)    | —      | —      | —      | DNS     |            |

#### Grupp B
| Placering | Totalt | Idrottare                 | Försök | Försök | Försök | Längd   | Noteringar |
| Placering | Totalt | Idrottare                 | 1      | 2      | 3      | Längd   | Noteringar |
| --------- | ------ | ------------------------- | ------ | ------ | ------ | ------- | ---------- |
| 1         | 1      | Felicia Tilea (ROM)       | 58.84  | X      | 66.94  | 66.94 m |            |
| 2         | 2      | Heli Rantanen (FIN)       | 66.54  | —      | —      | 66.54 m |            |
| 3         | 5      | Louise McPaul (AUS)       | 62.32  | —      | —      | 62.32 m |            |
| 4         | 6      | Odelmys Palma (CUB)       | 62.30  | 54.76  | X      | 62.30 m |            |
| 5         | 9      | Xiomara Rivero (CUB)      | X      | 52.84  | 61.32  | 61.32 m |            |
| 6         | 11     | Karen Forkel (GER)        | 60.84  | 59.48  | X      | 60.84 m |            |
| 7         | 13     | Silke Renk (GER)          | 58.88  | 59.10  | 59.70  | 59.70 m |            |
| 8         | 17     | Laverne Eve (BAH)         | 52.92  | X      | 58.48  | 58.48 m |            |
| 9         | 20     | Oksana Ovtjinnikova (RUS) | X      | 57.28  | X      | 57.28 m |            |
| 10        | 22     | Rita Ramanauskaitė (LTU)  | X      | 56.38  | 56.94  | 56.94 m |            |
| 11        | 25     | Nikola Tomečková (CZE)    | 55.02  | 52.48  | X      | 55.02 m |            |
| 12        | 26     | Nicole Carroll (USA)      | 53.46  | 54.74  | 52.18  | 54.74 m |            |
| 13        | 27     | Shelley Holroyd (GBR)     | 53.46  | 52.72  | 54.72  | 54.72 m |            |
| 14        | 28     | Zuleima Aramendiz (COL)   | 53.86  | X      | 54.24  | 54.24 m |            |
| 15        | 29     | Akiko Miyajima (JPN)      | 49.58  | 53.18  | 53.98  | 53.98 m |            |
| 16        | 31     | Nadine Auzeil (FRA)       | 52.76  | 52.66  | 50.84  | 52.76 m |            |

### Final
| Placering | Idrottare                | Försök | Försök | Försök | Försök | Försök | Försök | Längd   | Noteringar |
| Placering | Idrottare                | 1      | 2      | 3      | 4      | 5      | 6      | Längd   | Noteringar |
| --------- | ------------------------ | ------ | ------ | ------ | ------ | ------ | ------ | ------- | ---------- |
| 1         | Heli Rantanen (FIN)      | 67.94  | 64.72  | 63.84  | 62.60  | 63.82  | 59.18  | 67.94 m |            |
| 2         | Louise McPaul (AUS)      | 61.72  | 62.74  | 64.18  | 59.76  | 63.34  | 65.54  | 65.54 m |            |
| 3         | Trine Hattestad (NOR)    | 61.42  | 60.78  | X      | 58.66  | 62.74  | 64.98  | 64.98 m |            |
| 4         | Isel López (CUB)         | X      | 63.50  | 57.98  | X      | 64.68  | X      | 64.68 m |            |
| 5         | Xiomara Rivero (CUB)     | X      | 61.94  | 62.76  | X      | 64.48  | 61.60  | 64.48 m |            |
| 6         | Karen Forkel (GER)       | 56.50  | 59.20  | 64.18  | 58.70  | 62.04  | 62.42  | 64.18 m |            |
| 7         | Mikaela Ingberg (FIN)    | X      | 61.52  | X      | 60.30  | X      | X      | 61.52 m |            |
| 8         | Li Lei (CHN)             | X      | 56.96  | 60.74  | 59.56  | 58.52  | 60.12  | 60.74 m |            |
|           |                          |        |        |        |        |        |        |         |            |
| 9         | Steffi Nerius (GER)      | 57.88  | 60.20  | 59.78  |        |        |        | 60.20 m |            |
| 10        | Felicia Tilea (ROU)      | 56.02  | 57.28  | 59.94  |        |        |        | 59.94 m |            |
| 11        | Odelmys Palma (CUB)      | X      | 59.70  | 57.50  |        |        |        | 59.70 m |            |
| 12        | Natalja Sjikolenko (BLR) | 58.56  | X      | X      |        |        |        | 58.56 m |            |